# Барабанная дробь (Доктор Кто)
«„Барабанная дробь“» (англ. The Sound of Drums) — эпизод британского научно-фантастического телесериалa «Доктор Кто». Впервые он был показан на BBC 23 июня 2007 года и является двенадцатым эпизодом третьего сезона «Доктор Кто». Это второй из трёх эпизодов, связанных общим сюжетом.

## Обзор
Доктор, Марта и Джек спасаются от Будущников в стотрилионном году и возвращаются в Лондон с помощью вихревого манипулятора. Они быстро узнают Мастера за личиной Гарольда Саксона, нового премьер-министра Великобритании, использующего сеть Архангел для влияния на сознание землян и скрытия своего присутствия от Доктора. Троица едва избегает бомбы, заложенной в квартире Марты, после чего они узнают об аресте семьи Джонсов. Позже с ними связывается Мастер, злорадно предвкушающий победу.
Доктор узнаёт, что Мастер был возрождён Повелителями Времени, чтобы стать идеальным воином и сражаться во Временной Войне, но, когда стало видно, что поражение неизбежно, Мастер испугался и сбежал в стотриллионный год, превратившись в человека. Мастер объявляет троицу самыми разыскиваемыми преступниками Великобритании, а торчвудских коллег Джека отправляет на «гусиную охоту» в Гималаи. Скрываясь в заброшенном здании, Доктор из частей ноутбука Марты и ключей ТАРДИС создает фильтр восприятия, благодаря которому они могут попасть куда угодно незамеченными. Он рассказывает о прошлом Мастера: будучи ребёнком, тот заглянул в Вихрь Времени, вследствие чего сошёл с ума. Мастер собирается осуществить первый контакт Земли с инопланетной расой Токлафанов (на самом деле «Токлафан» — галлифрейский аналог земного слова «бабай») и настаивает, чтобы Доктор, Марта и Джек присутствовали при этом событии.
Так как время первого контакта приближается, в Великобританию прилетает избранный президент США Винтерс. Он заставляет Саксона провести контакт на борту авианосца «Валиант». Мастер соглашается, так как это не мешает его планам, и вместе с женой Люси и семьей Марты отправляется на корабль. Доктор, Марта и Джек телепортируются на борт «Валианта» и обнаруживают, что Мастер переделал ТАРДИС Доктора в машину парадоксов, которая будет активирована во время первого контакта.
Троица приходит на капитанский мостик, где Доктор пытается осторожно повесить фильтр восприятия на шею Мастера-Саксона для того, чтобы люди увидели его истинное лицо. Как только он подходит к Саксону, четвёрка появившихся токлафанов — металлических парящих в воздухе сфер — требует показать им Мастера; восхищённый Мастер показывает себя и приказывает убить Винтерса.
Оказывается, Мастер отлично осведомлён о присутствии Доктора и его друзей в комнате. С помощью лазерной отвёртки он убивает Джека и состаривает Доктора на 100 лет с помощью генетической технологии Лазаруса, используя биологические данные отрубленной руки Доктора. Джек отдаёт Марте свой вихревой манипулятор, чтобы она сбежала с «Валианта», поскольку в данный момент сокрушить Мастера невозможно.
Мастер приводит семью Марты на капитанский мостик, так как близится активация машины парадоксов. Он издевается над возрастом Доктора и говорит, что если он скажет, кто такие токлафаны, то это разобьёт Доктору сердца. Машина парадоксов включается, Мастер сообщает землянам о «конце света». Под песню «Voodoo Child» над «Валиантом» открывается огромный Разлом, откуда вылетает 6 миллиардов токлафанов. Мастер приказывает им уничтожить «одну десятую часть популяции». Марта склоняется к постаревшему Доктору, и тот что-то шепчет ей. Марта, неспособная спасти Доктора, Джека и свою семью, обещает вернуться и телепортируется из «Валианта» с помощью манипулятора Джека. Мастер торжествует и показывает Доктору «свои новые владения».

## Актерский состав
- Лесли Карл прежде появлялась в качестве американского диктора новостей в эпизодах «Пришельцы в Лондоне», «Третья Мировая Война» и «Рождественское вторжение». На сайте «Who is Doctor Who?» говорится, что её зовут Мал Луп (Mal Loup), что в переводе с французского означает «Злой Волк». Однако в титрах она обозначена как Тринити Веллс.
- Зоэ Торн ранее озвучивал гельтов в эпизоде «Беспокойный мертвец».
- Оливия Хилл играла ТВ-репортера в нескольких эпизодах сериала «Приключения Сары Джейн».
- Уильям Хьюс, играющий юного Мастера, исполнял также роль молодого Казановы в одноимённом сериале BBC, сценарий которого был написан Расселом Т. Дэвисом. Взрослого Казанову сыграл Дэвид Теннант.

## Производство

### Галлифрей
- Первый за историю сериала темнокожий Повелитель Времени появляется во время флэшбэка Галлифрея. Между тем, он появлялся также в романе Пола Корнелла «Тени Авалона».
- Хотя юный Мастер одет в белую форму, похожую на ту, которую носят Повелители Времени, впервые появившиеся на экране в серии «Военные игры» 1969 года, взрослые Повелители одеты в церемониальные одежды, впервые замеченные в эпизоде «Беспощадный убийца» 1976 года. Созданные Джеймсом Ачесоном, художником по костюмам BBC, огромные жёсткие воротники у этих костюмов стали отличительной чертой галлифрейских чиновников. Использованные на съёмках воротники — взятые на время экспонаты выставки «Доктора Кто» в Блэкпуле.
- Печать Рассилона, известная как символ Галлифрея, используемый Ачесоном, появляется здесь впервые с показа полнометражного фильма.

### Мастер
- В конце эпизода Мастер обращается ко всему миру с речью, начинающейся со слов: «Земляне, пожалуйста, слушайте внимательно». Это частичная отсылка к его речи из эпизода «Логополис», начинавшейся со слов «Жители Вселенной, пожалуйста, слушайте внимательно…».

- Жена Мастера, Люси Саксон, является его спутником, подобно компаньонам Доктора — людям, которые путешествуют вместе с ним во времени.
- В одной из сцен Мастер наслаждается просмотром мультсериала «Телепузики». Его любовь к детским передачам также показывается в эпизоде «Морские дьяволы», где Мастер смотрит «Клангерсов».

### Отсылки к другим эпизодам
- Вивиан Рок упоминает падение Харриет Джонс, которая впервые появилась в должности члена парламента в эпизоде «Пришельцы в Лондоне», прежде чем стать избранным премьер-министром Великобритании. Это доказывает, что эпизод «Рождественское вторжение», после которого Харриет отправилась в отставку, является пунктом прибытия Гарольда Саксона.
- На своём первом собрании Мастер упоминает реконструкцию Даунинг-Стрит, которая была разрушена в эпизоде «Третья Мировая Война».
- Телевизор Марты обклеен логотипами «Magpie Electricals» — компании, бравшей в аренду у других компаний телевизоры для последующей продажи в 50-х годах, что упоминалось в серии «Фонарь идиота».
- Мастер упоминает, что взял Тиш к себе на работу для того, чтобы получить разработки профессора Лазаруса — которые сам же финансировал — из эпизода «Эксперимент Лазаруса». Потом он встроил эту генетическую технологию в свою новую лазерную отвёртку.
- Прежде Доктор уже был преждевременно состарен (эпизод «Вольный улей»).
- Избранный американский президент Винтерс заявляет, что протоколы UNIT для первого инопланетного контакта были установлены в 1968 году (тогда UNIT впервые появился в эпизоде «Вторжение»).
- Когда Марта спрашивает у Доктора, кем ему приходится Мастер, он отвечает, что они друзья, на что она в шутку говорит: «А я думала, ты скажешь, что это твой потерянный брат». Это, скорее всего, является отсылкой к так и не снятому эпизоду «Финальная игра», в котором выяснилось бы, что Мастер и Доктор — братья. Это объяснило бы в свою очередь, отчего Мастер при своих возможностях так и не убил Доктора.
- На борту «Валианта» Мастер протягивает своей жене бумажный пакетик со словами «Хочешь мармеладку?» точно так же, как это любил делать Четвёртый Доктор.

## Внешние отсылки
- Сценарист «Секретных файлов BBC» Питер Вэйр говорит, что знакомство Мастера с семьёй Джонсов, находящейся в качестве узников, напоминает некоторые сцены из ТВ-шоу «This is Your Life».
- Во время поездки, которая началась после слов матери Марты: «Марта, беги», Джек кричит Марте примерно следующее: «Слушай, нам сейчас придётся слететь в кювет и перевернуть машину». Возможно, это отсылка к смерти актёра, игравшего первого Мастера.

## Производство и публикация
- Этот эпизод, наряду с эпизодами «Утопия» и «Последний Повелитель Времени», рассматривают как часть истории из трёх эпизодов, первой такой за историю «нового» Доктора. Однако Рассел Т. Дэвис считает «Утопию» отдельным эпизодом.
- Это первая в «новом» Докторе серия, являющаяся частью истории из нескольких эпизодов, в начале которой не идёт «нарезка» сцен из предыдущего эпизода.
- Эпизод рекламировался на канале BBC под видом фальшивой политической передачи, где знаменитости Шэрон Осборн, McFly и Энн Виддкомб показывали, что поддерживают мистера Саксона. Версию этой передачи можно увидеть в эпизоде. Во время её показа слышна барабанная дробь.
- BBC создала два веб-сайта в связи с этими эпизодами: «Vote Saxon» и http://www.haroldsaxon.co.uk. На последнем были размещены видео и веб-страницы, показанные в эпизоде. Спустя несколько лет сайты перестали существовать, но их копии остались в Веб-Архиве: haroldsaxon.co.uk и votesaxon.co.uk.

### Музыка
- Песня «Voodoo Child», исполняемая группой «Rogue Traders», звучит в конце эпизода. В тексте этой песни имеются фразы «the sound of drums» и «here come the drums».
- Барабанная дробь, звучащая иногда в эпизоде, напоминает ритм музыкальной темы «Доктор Кто».

### Обзор
- «Барабанная Дробь» обзор на The Doctor Who Ratings Guide